# 1727 en science
| Années de la science : 1724 - 1725 - 1726 - 1727 - 1728 - 1729 - 1730    |
| Décennies de la science : 1690 - 1700 - 1710 - 1720 - 1730 - 1740 - 1750 |

Cet article présente les faits marquants de l'année 1727 en science.

## Événements
- Début de la construction du Jantar Mantar, observatoire astronomique à Jaipur au Rajasthan par le râja Jai Singh II (1727-1734)[1].
- Le médecin allemand Johann Heinrich Schulze découvre par hasard que la lumière noircit le chlorure d'argent[2].
- L'opticien britannique Edward Scarlett (en) fabrique une monture de lunettes avec des branches rigides terminées par un anneau métallique qui se plaque sur les tempes[3].

## Publications
- Pierre Bouguer : De la mâture des vaisseaux, pièce qui a remporté le prix de l'Académie royale des sciences proposé pour l'année 1727, 1727.
- Stephen Hales : Statique des végétaux, le résultat de ses recherches sur la physiologie des plantes[4].

## Naissances

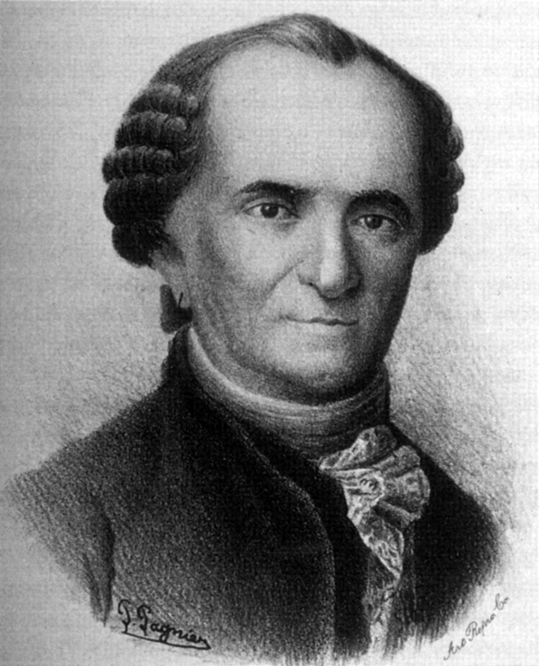
Philibert Commerson

- 8 février : Jean-André Deluc (mort en 1817), naturaliste suisse.
- 16 février : Nikolaus Joseph von Jacquin (mort en 1817), botaniste néerlandais.
- 22 février : Samuel Chydenius (sv) (mort en 1757), chimiste finlandais[5].
- 19 mars : Ferdinand Berthoud (mort en 1807), horloger suisse et fabricant d’instruments scientifiques.
- 7 avril : Michel Adanson (mort en 1806), botaniste français.
- 29 avril : Nicolas-François Rougnon (mort en 1799) médecin français. Il a décrit en 1768 l'angine de poitrine[6].
- 18 novembre : Philibert Commerson (mort en 1773), explorateur et naturaliste français.
- Daines Barrington (mort en 1800), naturaliste anglais.
- Peter Woulfe (mort en 1803), chimiste et minéralogiste irlandais.

## Décès

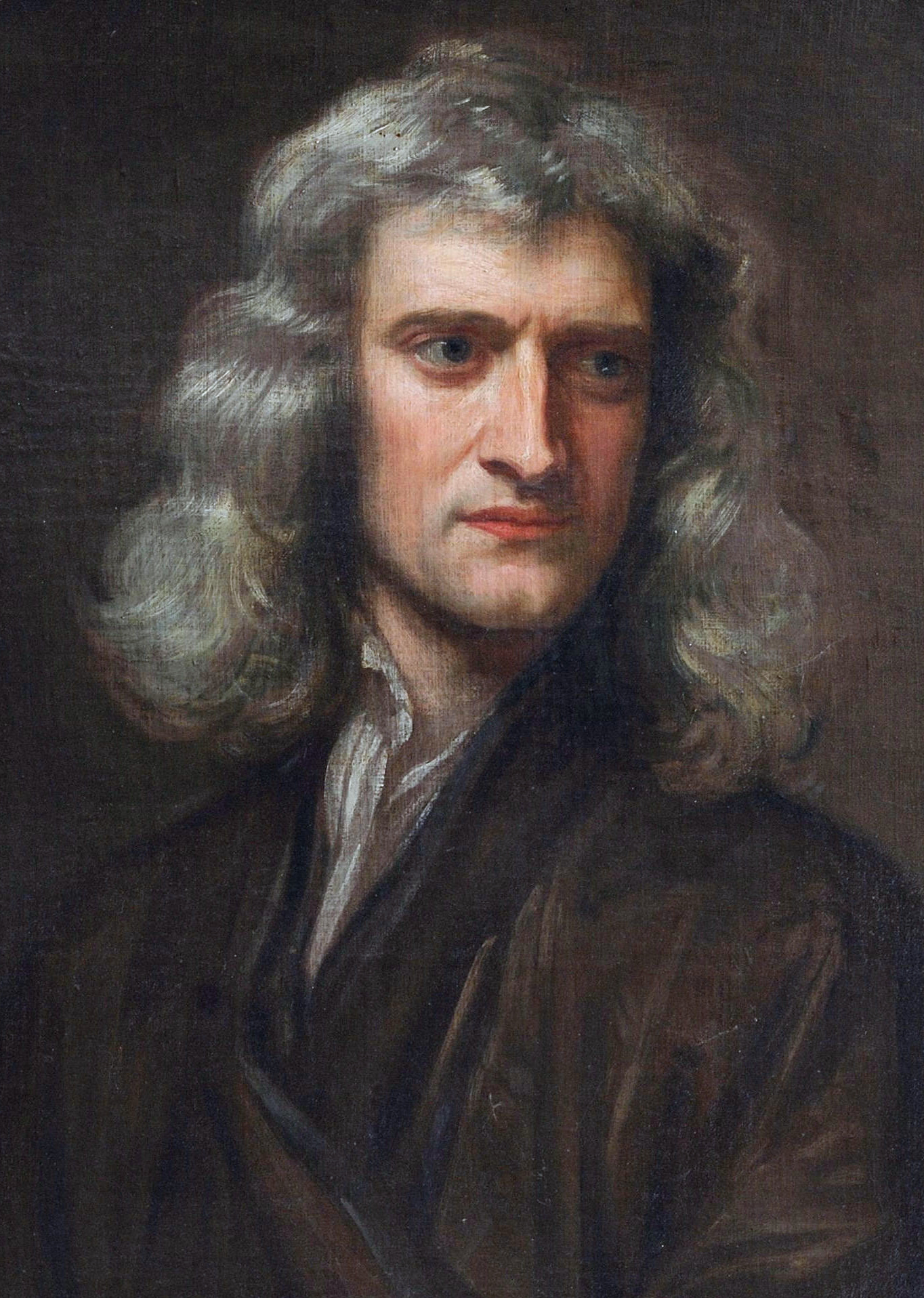
Portrait d’Isaac Newton par Godfrey Kneller (1689)

- 12 janvier : Jacob Leupold (né en 1674), mathématicien, physicien, ingénieur allemand.
- 12 février : Pierre Dangicourt (né en 1664), mathématicien français.
- 4 mars : Nicolas de Malézieu (né en 1650), homme de lettres, helléniste et mathématicien français.
- 20 mars : Isaac Newton (né en 1643), physicien et mathématicien anglais.
- 2 octobre : Johann Conrad Brunner (né en 1653), médecin suisse.